# Blasius Hölzl

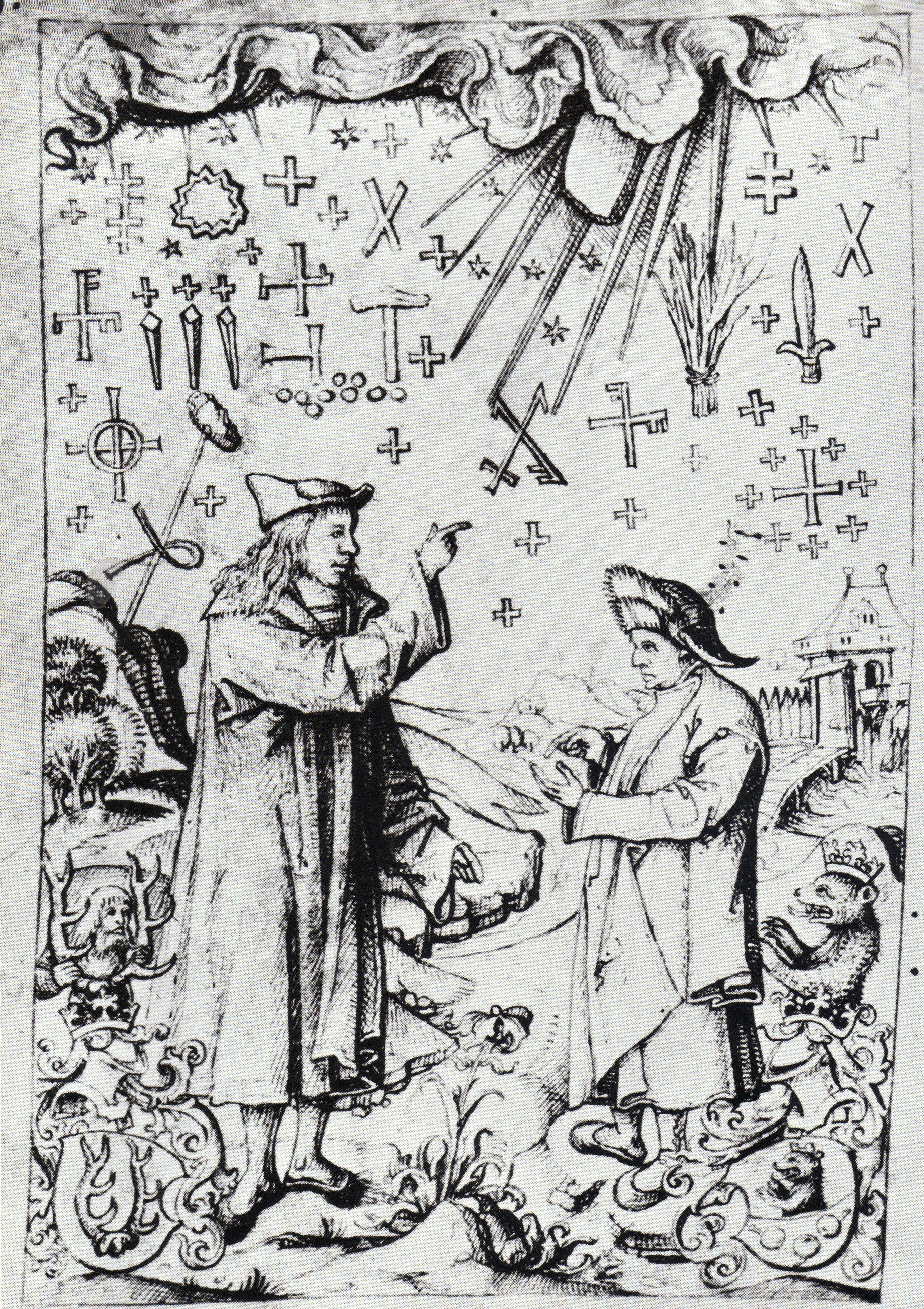
Joseph Grünpeck und Blasius Hölzl (rechts; mit Wappen) im Gespräch über Wunderzeichen; Federzeichnung 1502

Blasius Hölzl (* wahrscheinlich 1. Februar 1471 in Sillian; † 21. Juli 1526 in Innsbruck) war ein Finanzberater, Sekretär und Rat der Kaiser Friedrich III., Maximilian I. und Karl V.

## Leben
Der hochgebildete Hölzl war Sohn eines görzischen Lokalbeamten. Sein Vater Bartlme Hölzl († vor 1500) besaß ein Haus in Sillian und wird dort 1454 mit seiner Frau Barbara Maxnerin erwähnt. Das Ehepaar hatte sieben Söhne (Blasius, Christian, Augustin, Zwillinge Conrad und Simon, Hans und Ambrosius) und drei Töchter (Veronica, Dorothea und Margret).
Am 13. April 1487 immatrikulierte sich Blasius Hölczell de Atthesi Brixinensis dioc. (= aus dem Etschland, Brixner Diözese) an der Universität Heidelberg, 1489 erwarb er den Baccalareus artium. Anfangs wollte Blasius Hölzl Geistlicher werden. Ihm wurde als Angehörigen der Diözese Brixen die Pfarrpfründe von Feldthurns (Velturns) im Bistum Trient verliehen. Er trat in die Tiroler Kanzlei ein, von wo aus er 1490 den deutschen König Maximilian I. nach Ungarn begleitete. Nach längerer Probezeit wurde er im Jahr 1494 in den königlichen Dienst gestellt. Im Sommer 1495 hielt sich Blasius Hölzl von Sillian, Diener des Königs, zwei Monate in Köln auf. Er gehörte zum Gefolge von Florian Waldauf zu Waldenstein d. Ä., der in der Domstadt eine Unzahl von Reliquien für seine Stiftung in der Pfarrkirche St. Nikolaus in Hall in Tirol erwarb.

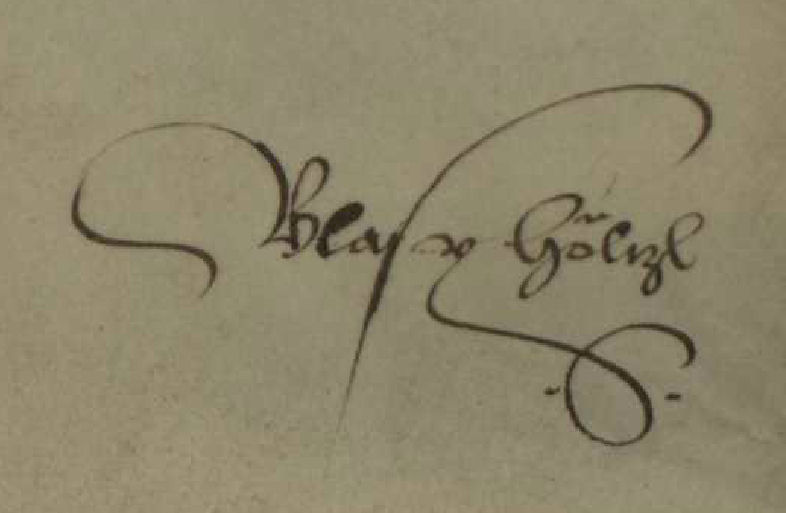
Unterschrift „Blasy Höltzl“, 1501

Vier Jahre später wurde 1498 die neue Hofkammer in Freiburg im Breisgau begründet, der er angehörte. Zu dieser Zeit war Hölzl zu einem der leitenden Sekretäre aufgestiegen und wurde bald eine der Führungspersonen in der Hofkammer. Zu seinen Aufgabenbereichen zählten einerseits die österreichischen Kammersachen und andererseits die Reichssteuern. Hölzl war auch in die Darlehensgeschäfte mit den Fuggern, Welsern und Paumgartnern involviert. Er war Mitglied der Sodalitas Litterarum in Augsburg und hatte einen guten Namen unter den Humanisten. Laut Grabinschrift seines Sohnes Ferdinand († 1545) war Blasius Hölzl auch Ritter vom güldenen Sporn.
Am 1. Februar 1501 feierte Blasius Hölzl in Linz seinen Geburtstag im Kreis humanistisch gesinnter Freunde wie Pietro Bonomo, Joseph Grünpeck, Conrad Celtis und Theoderich Ulsenius; die dabei vorgetragenen Geburtstagsgedichte wurden 1518 zusammen mit späteren Würdigungen Hölzels in einem Sammelwerk veröffentlicht. Die Gesellschaft führte am 1. März im Linzer Schloss vor Maximilian I. und Bianca Maria Sforza das panegyrische Fastnachtspiel Ludus Dianae von Celtis auf. Während der Vorstellung wurde Vincenz Lang († 1502) vom König zum Dichter gekrönt.
Ambrosius Alantsee († 1505), Prior der Kartause Christgarten bei Nördlingen, widmete Blasius Hölzl 1504 seinen Tractatus, qui intitulatur fedus christianum. Er beschreibt in dem Buch, dass Hölzl ihm Zugang zu dem kunstsinnigen König Maximilian I. verschaffen konnte. 1504/05 stand Höltzl im Briefwechsel mit Konrad Peutinger in Augsburg, dessen hochbegabte kleine Tochter Juliana (1500–1506) – Kosename „Lulilana“ –, die als 3½-jährige eine lateinische Rede vor Maximilian gehalten hatte, er im Scherz später heiraten wollte. Tatsächlich aber bat er Peutinger, ihm eine passende
Gattin aus Augsburg zu vermitteln, er wolle „warlich die puebenschuech“ weit von sich werfen. Peutinger bat Blasius um seine Unterstützung bei König Maximilian I. für die erstmals 1505 geplanten Augsburger Indienfahrten von Portugal aus zur Erschließung der Gewürzmärkte.
Hölzl begleitete Maximilian I. während des Pfälzerkriegs (Landshuter Erbfolgekrieg) im Jahr 1504. Er war als oberster Leiter der Kriegskammer für die Verpflegung und den Sold der Truppen verantwortlich, was sich auf Grund der leeren Kassen als schwierige Aufgabe erwies. Dennoch gelang es Hölzl immer wieder, Geld aufzubringen. Bald sorgte er auch für die Kriegspropaganda. Auch beim Ungarnfeldzug 1506 war Hölzl wieder an der Seite Maximilians, um Geld aufzutreiben. 
1505 leistete der königliche Sekretär Blasius Hölzl Verzicht auf die Pfarre Feldthurns.  Er nahm am Reichstag in Köln teil. König Maximilian I. bevollmächtigte ihn in Geschäften mit dem Kölner Patrizier, Bankier und „kaiserlichen Rechenmeister“ Nicasius II. Hackeney (Casius Hakeney) (* um 1460; † 1518). 1507 hielt Hölzl sich anlässlich des Reichstags in Konstanz auf.
Für König (ab 1508 Kaiser) Maximilian I. war Hölzl eine Art Laufbursche, dem er alle lästigen und unangenehmen Aufgaben überwälzte. Dazu zählte beispielsweise die Schuldentilgung für seine Tochter Margarete von Österreich, Statthalterin der Niederlande. Für seine Dienste wurde er, wenn das Geld fehlte, mit dem Viztumamt, kleineren Herrschaften und Ämtern in Kärnten belohnt.
Beim Venezianerkrieg 1508 war Hölzl Verwalter der Kriegskammer in Lienz. Wieder einmal gab es Geldsorgen. Zudem musste er für Landhofmeister Michael von Wolkenstein-Rodenegg (* um 1460; † 1523) und den Heerführer Erich I. von Braunschweig-Lüneburg die Geschäfte führen. Die beiden stritten sich um die Dienste Hölzls, was seine Arbeit zusätzlich erschwerte. Zur Lienzer Kriegskammer unter dem Obersten Kommissar Erich I. von Braunschweig-Lüneburg gehörten im Frühjahr 1508 unter anderen Michael und Gotthart von Wolkenstein-Rodenegg († 1513), Jorig (Georg) von Firmian († 1540), Erbmarschall in Trient, Christoph III. von Welsperg (1450–1508), (Paul) Sixt I. Trautson († 1508) zu Matrei, Truchseß Georg (Gorig) Goldacher, Sigmund Pranndisser (von Brandis) († 1536), Pfleger und Amtmann zu Toblach, Oberster Proviantmeister Lukas von Graben, Pfleger von Heinfels, Kanzleiverwalter Blasy Hölzl, Hofschenk Sigmund Spreng († 1508), Pfleger und Propst zu Ambras, Dietrich I. Heiffler (Hohenbühel genannt Heufler) von Oberrasen, Provisor (Inspekteur) Lienhart (Leonhard) Walliser, Profos Hieronymus von Herrnberg, N. Carle, Zahlmeister Andre Mutscheller, Waldmeister in Österreich Ulrich Ochs, Zeugwart Andreas Schaffer und Startmeister („Ordnungmacher der Knecht“) Steffan Moser.
Beim Sommerfeldzug im Folgejahr arbeitete Blasius Hölzl wiederum in der Lienzer Kriegskammer, aber auch in Trient. 1510 wurde er Rat der Innsbrucker Raitkammer. Sein Haus in Innsbruck lag in der Silbergasse (heute Universitätsstraße). 1511 heiratete Hölzl die reiche Erbin Maria Rummel. Giorgio Gadio († 1538), Sekretär der Kaisergemahlin Bianca Maria Sforza, widmete den beiden ein Hochzeitsgedicht. Hölzels Ansehen und Vermögen stieg. Er konnte sogar Schloss Vellenberg im Inntal seinen Wohnsitz nennen. Am 22. November 1511 gab er das Viztumamt und Schloss Karlsberg auf, um nach Tirol zu ziehen.
Nach dem Tod des Florian Waldauf zu Waldenstein d. Ä. († 1510) fungierte Blasy Hölzl zusammen mit Florian Waldauf zu Waldenstein d. J. († 1516/22), Dechant von Stift Innichen, Peter Rumel von Lichtenau (1457–1519) und Wolfgang Praun († 1539) als Vormund des Johann (Hans) Waldauf zu Waldenstein († 1527/28).
Zur Ruhe ließ ihn Kaiser Maximilian I. nicht kommen. Je kritischer die Finanzlage wurde, desto öfter musste sich Hölzl mit Darlehens- und Anleihenverhandlungen beschäftigen. Maximilian gab sich mit kleinen Summen nicht zufrieden. Jedes Jahr musste Hölzl von Neuem um Geld ringen: 1515 für den Wiener Kongress, 1516 für die erhoffte Kriegsentscheidung in Italien, 1517/18 für den Augsburger Reichstag und die Wahlwerbung für Karl V.
Hölzl war für seine Zähigkeit und Ausdauer berüchtigt. So gelang es ihm, Anleihen bis in eine Höhe von 100.000 Gulden zu beschaffen und das, obwohl der kaiserliche Kredit fraglich, viele Ämter verpfändet und Silber und Kupfer für viele Jahre verschrieben waren. Geldgeschäfte tätigte Blasius Hölzl auch für Herzog Erich I. von Braunschweig-Lüneburg; für dessen Frau Katharina von Sachsen rechnete er Einkommen aus der Grafschaft Tirol ab, die sie als Witwe Erzherzogs Sigismund von Österreich († 1496) bezog. Ende der 1510er Jahre wurde eine gegen Blasy Höltzl und den kaiserlichen Regimentsrat und Haus-Kämmerer Wolf IV. Haller († 1523) gerichtete anonyme Schmähschrift (ein Famos-Libell) veröffentlicht.

Stifterbild in der Theresienkapelle Götzens, Fresko, um 1520/25

Blasy Hölzl, Pfleger zu Vellenberg, gehörte 1518 zu den sechs kaiserlichen Kommissaren auf dem allgemeinen österreichischen Landtag von Nieder-, Ober- und Vorderösterreich im Januar in Innsbruck. 1518 trat Hölzl erstmals als Kanzler der Königinnen Maria und Anna auf. Nach dem Tod Kaiser Maximilians I. setzten ihn Karl V. und Ferdinand als Tiroler Kammerpräsidenten ein, wo er allerdings mit einem Schuldenberg, der über eine Million Gulden betrug, konfrontiert wurde. 1520 sah Herzog Erich I. von Braunschweig-Lüneburg wenig Aussicht, Geld von Blasy Höltzl zur Einlösung von in Köln verpfändetem Silbergeschirr zu bekommen. In seiner Funktion als Vormund von Johann Waldauf zu Waldenstein wirkte Hölzl 1522 mit an der Berufung des lutherischen Predigers Urbanus Rhegius aus Augsburg zum Kaplan der Waldauf-Stiftung in Hall.
Seine Begräbnisstätte richtete Blasius Hölzl bereits vor 1508 in der Kirche Peter und Paul (seit 1928: Theresienkirche) in Götzens ein. 1969/70 wurde dort ein um 1520/25 entstandenes Fresko der Stifterfigur des Blasius Hölzl mit seinem Sohn freigelegt. Sein Grabstein dient heute als Mensa des Francisco de Xavier-Altars der neuen Pfarrkirche Götzens.

## Besitzungen
Blasius Hölzl erhielt als Gratifikation für „geleistete treue Dienste“ von König bzw. Kaiser Maximilian I. verschiedentlich erledigte Lehen übertragen, die an das Reich oder das Haus Habsburg zurückgefallen waren, weil die Inhaber ohne eheliche Erben verstorben waren, Suizid begangen hatten oder der Reichsacht verfallen waren. Teilweise wurden diese Lehen anteilig auch anderen Hofbeamten mit übertragen.
1499 erhielt Hölzl 1⁄4 des Zehnten im Gericht von Pergine und Güter in Gries am Brenner, 1500 ein Gut, das Pankratz Apflsperger (Apflspegkh, Apfelspöck) vom Hause Österreich innegehabt hatte, und einen Baumgarten mit peltzer pymlein (= veredelte Obstbäume) in Sillian, der zu diesem Zeitpunkt noch Virgil von Graben († 1507) auf Burg Heinfels gehörte. Nach dessen Tod sollte Hölzl diesen Baumgarten als freies Eigengut (Allod) erhalten.
Aus dem Besitz des Grafen Leonhard von Görz (1444–1500) erbte Blasius Hölzl Güter im Wert von 150 Gulden Rheinisch „frei und ledig“ als sein Eigengut in der Stadt Lienz und Umgebung: ein Haus im muntzhof, zwei Schmiedewerkstätten samt zugehörigem Hof, eine Wiese, einen Acker hinter St. Michael am Rindermarkt, einen Acker „unter Gösndorff“ sowie ein mad vnd gereute (Mahd und Rodungswiese) oberhalb von Lavant und Tristach. 1529 und 1532 machte das Klarissenkloster Brixen den Vormündern von Hölzls Erben diesen Besitz im Gericht Lienz streitig. Lehensweise erhielten Hölzl und seine männlichen Erben einen Anteil an der Rodfuhr (ein Transportmonopol im Fernverkehr) zu Toblach, d. h. das Recht, „jeden 7. palwagen auf der rod“ zu stellen.
Nach dem Tod von Sigmund Prueschenk, Graf zu Hardegg und im Machland († 1502), sollte Blasius Hölzl Schloss Weißenfels (Fusine in Valromana) bei Villach mit Landgericht und allem Zubehör sowie die Burghut aus dem Amt Radmannsdorf bei Laibach (Ljubljana) erhalten; Sigmunds Bruder, der kaiserliche Rat Heinrich I. Prueschenk, Graf zu Hardegg und im Machland († nach 1513), trat jedoch Schloss und Landgericht nicht ab.
Maximilian versprach 1502 Blasius Hölzl und dem Rat und Innsbrucker Bürgermeister Heinrich III. von Mentlberg († 1507) die Anwartschaft auf Güter in Schwaz. Zusammen mit dem Silberkämmerer Christoph Pottenbrunner erhielt Hölzl alles Hab und Gut des verstorbenen Thomas Rodtschmid aus Krems zu freiem Eigentum. Weil der ehemalige niederösterreichische Kanzler Dr. Johann Waldner (* um 1430; † 1502) Suizid beging, fiel sein gesamtes Hab und Gut an den König. Kleinodien und anderen Güter, die Waldner bei seinem „Vetter“ Virgil Cantzler († 1503), Dompropst zu Wien, hinterlegt hatte, übergab Maximilian an Blasius Hölzl, Kammermeister (Barbier) Ulrich Putsch genannt Graf und den Diener Stefan Randshofer (Ramshofer) zu freiem Eigentum.
Die Hälfte der österreichischen Lehen des Christoph Streun zu Sterzing († um 1502) verlieh der König seinem Rat Bartholomäus von Firmian († 1536) und seinem Kammermeister zu Innsbruck Martin Aichorn († nach 1521), die andere Hälfte seinem Hofuntermarschall Heinrich von Traupitz, seinem Sekretär Blasius Hölzl und seinem Kammerknecht Matthäus Hofer. Das Lehen war Zubehör zum Adelssitz Narrenholz. Bartholomäus von Firmian, ein Vetter des Verstorbenen, und die Kinder seines Bruders Wolfgang Strein verweigerten 1504 die Herausgabe eines Teils des Erbes.
1502 wurde Hölzl das Schloss Oberdrauburg in Kärnten samt Amt, Gericht, Bau und Burghut übertragen – zunächst auf Verrechnung. Im folgenden Jahr erhielt er die „Pflege Traburg“ pflegweise für sechs Jahre ohne Abrechnungspflicht; dafür wurden ihm jedoch die 100 Gulden Rheinisch für die Burghut nicht mehr bezahlt.
Der Einnehmer der steirischen Landschaft, kaiserliche Rat und Silberkämmerer Ladislaus von Radmannsdorf (Laßla Rattendorffer) († nach 1535) zu Sturmberg und Blasius Hölzl wurden 1504 mit dem halben Teil der heimgefallenen Lehengüter des Hans Gradner, Freiherr zu Eglisau († um 1504), in der Nähe von Wien belehnt, nämlich: Hof, Dorf und Gericht Atzgersdorf, Güter in Lainz, Liesing und Speising sowie Dorf und Gericht Möllersdorf; Hölzl verkaufte seinen Anteil kurz vor seinem Tod an Radmannsdorfer.
Als „Helfer und Helfershelfer“ von Herzog Ruprecht von der Pfalz und seiner Frau Elisabeth von Niederbayern wurden im April/Mai 1504 sechs Personen und Familien aus Landshut, Wasserburg, Traunstein und Burghausen in die Reichsacht und Oberacht erklärt. Ihre ewigen Jahresgülten vom Salzmeieramt zu Reichenhall wurden eingezogen und von Maximilian als freies Eigentum an Blasius Hölzl und den kaiserlichen Buchhalter (ab 1510 Schatzmeister) Jakob Villinger vergeben. Den von dem geächteten Kurfürsten von der Pfalz heimgefallenen Hof Trudenheim (heute Wüstung in Ichenheim) in Vorderösterreich überließ König Maximilian Blasius Hölzl und Michael Reuttner von Rheinfelden, seinem Vogt zu Hauenstein und auf dem Swarczwald, als Eigengut.
Nach dem Tod des Augustin Stieger aufm Aygen übergab Kaiser Maximilian 1509 das Dorf Piberstein im Landgericht Waxenberg im Mühlviertel an Blasius Hölzl, der es als „freies Aigen“ an Georg Praunauer, Bürger zu Steyr, verkaufte.
1510 gehörte Blasius Hölzl zu einer Gruppe von 15 Personen, denen Kaiser Maximilian „als ein ainige gemain und gesellschaft“ die Bergwerksgerechtigkeit der Venezianer an dem Quecksilber-Bergwerk Idrija im Herzogtum Krain schenkte; das Privileg wurde 1521 von Kaiser Karl V. und seinem Bruder Ferdinand bestätigt.
An die Erben von Marquard Breisacher d. J. († 1509) aus Konstanz, Vogt zu Bregenz, der Vellenberg seit 1502 besessen hatte, zahlte Blasius Hölzl eine Abfindung von 1125 Gulden. Kaiser Maximilian stellte ihm gegen ein Darlehen von 5500 Gulden, das Blasius zum Teil aus der Mitgift seiner Frau finanzierte, entsprechende Verschreibungen aus auf Vellenberg und das Pfannhaus Hall. Er belehnte Hölzl 1511 mit Schloss und Pflege Vellenberg sowie dem Landgericht Sonnenburg. Hölzls Witwe Maria Rummel führte die Pflege bis 1532 pfandweise weiter. Zu Hölzls Besitzungen bei Hall gehörten die Höfe Voreggen (Voreckh), Goldnerhof, Pfeyler und Schwarzhof „auf dem Walde“.
1513 wurde Hölzl Rottenstein und das Amt Lind anstelle des Vizedom-Amtes in Kärnten, von dem er 1511 zurückgetreten war, auf Lebenszeit überlassen. 1515 belehnte Kaiser Maximilian I. Blasius Höltzel mit Schloss Sigmundslust im Bezirk Schwaz in Tirol, das dieser bereits 1496 gekauft und um 1500 zunächst seinem späteren Schwiegervater Peter von Rummel von Lichtenau überlassen hatte.

## Familie
Blasius Hölzl war seit 1511 verheiratet mit Maria Rummel (Rumbl) zu Lichtenau († 1545), Tochter des Tiroler Kammerpräsidenten Peter Rummel von Lichtenau (1457–1519) aus Nürnberg und der Rosina Paumgartner aus Kufstein. 1514 wurde die Familie „Hölzl v. Thierburg“ in die Tiroler Adelsmatrikel aufgenommen. Das Ehepaar hinterließ neun Töchter und einen Sohn
1. Anna Hölzl (* um 1511/15; † um 1587), ⚭ 1531 mit Wolfgang Volland († 1553) zu Thierburg und Vollandsegg im Walde ober Hall,[77] Pfleger zu Vellenberg, oberster Hof-Secretär und Kämmerer der Königin Anna, Grabmal in der Spitalskirche in Innsbruck,
  1. Elisabeth Volland (* um 1531/33; † 1593/1604), ⚭ 1549 mit Christoph Botsch († um 1589) von Zwingenberg, Hauptmann von Rattenberg, 1585 mit dem Amt des Erbtruchsesses in Tirol belehnt,
2. Margarethe Hölzl (* um 1512/15; † nach 1555), ⚭ mit Christoph von Horben († vor 1563)[78] zu Alten-Ringenberg,
3. Kathrina Hölczlin (* um 1514/15; † nach 1561/65), ⚭ mit dem königlichen Hatschier-Hauptmann Heinrich Schilling von Stammeln (Stammen) († 1549/55), Sohn oder Enkel des Wilhelm Schilling von Gustorf, der die westlich von Köln im Herzogtum Jülich gelegene Burg Stammeln 1460 besaß. Heinrich Schilling erwarb 1549 den Pfandbesitz der Herrschaft Kočov (Gottschau),[79]
  1. Elisabeth Schilling von Stammeln (Stamben) (* um 1535/45; † nach 1583),[80][79] verkaufte Kočov an Florian Griespek und Rosina Hölzlin, ⚭ mit Johann Georg Purgstaller (Burkstaller) von Purgstall († nach 1583);[80] er erhielt 1579 das böhmische Inkolat,
4. Marianne (Maria Anna) Hölzl (* um 1515; † 1545/55), ⚭ mit Christoph Seidl († vor 1543) zu Vahrn[81]
5. Felicitas Hölzl (* um 1515; † 1545/55), ⚭ mit Pankraz von Rößen (van Rossem?[82]),
6. Ursula Hölzl (* um 1515/20; † nach 1555), ⚭ mit Heinrich d. Ä. Grafinger zu Salegg, Hauptmann zu Gottschau; er verkaufte Schloss Salegg 1551 an Christoph I. von Wolkenstein-Rodenegg (1530–1600),
7. Barbara Hölzlin (* um 1515/20; † 1545/55), ⚭ I. mit Rochus von Caldes (Rocco di Caldesio), ⚭ II. mit Georg Grafinger zu Salegg (Zolleck),[83]
8. Ferdinand Hölzl (* um 1520; † 1545), Inschrift auf einem Bronze-Epitaph:[84]Ingenuo adolesce(n)ti Ferdinando q. Blasii Höltzl, aeq. aurati, triu(m)q. Ro. Imp. ac Regu(m) Au. Archi. a co(n)siliis, unico filio, IX. eius sorores in memoria(m) posueru(n)t. obiit XVIII. men. Octobr. an(n)o M. D. XLV.(Dem edlen Jüngling Ferdinand, dem einzigen Sohn Blasius Hölzls, eines Ritters vom Güldenen Sporn und unter den Ratgebern dreier römischer Kaiser und königlicher österreichischer Erzherzöge, haben es seine neun Schwestern zum Gedächtnis errichtet; er starb am 18. des Monats Oktober im Jahre 1545)
9. Rosina Hölzl (* um 1520/25; † 1565/88), ⚭ 1542 (verlobt 1539) mit Ritter Florian Griespek von Griespach (1509–1588) auf Katzerau (Kaceřov) und Preitenstein (Nečtiny), königlicher Rat, Montanunternehmer im böhmischen Teil des Erzgebirges, Grabmonument des Ehepaars in der Gruftkapelle der Kaceřover Pfarrkirche; das Paar hatte 14 Söhne und 10 Töchter,[85] darunter:
  1. Anna Griespek von Griespach (Anny Grispekové z Grießbachu) (* um 1542/50; † 1599/1602),[80] ⚭ mit Adam II. Silber (Zilvar) († 1597) von Silberstein (Silbrštejn; Břecštejn) und Pilnickau (Pilníkov) auf Schurz (Žireč),[80] der Sohn Adam III. (* 1581; † nach 1652) immatrikulierte sich 1592 zusammen mit seinem Vetter Bohuslaus in Altdorf,
  2. Wenzeslaus Griesbeck von Griesbach (1542–1590),[80][86] ⚭ Margaretha Boreň ze Lhoty († nach 1608);[80] der Sohn Bohuslaus (* 1581; † nach 1623) immatrikulierte sich 1592 in Altdorf, 1595 in Montpellier,
  3. Ferdinand Grispeck von Grispach (* um 1550; † 1606), 1567/68 immatrikuliert in Basel, 1570 in Heidelberg, Erbauer des Renaissanceschloss Mirošov (Miröschau),
  4. Blasius Griespek von Griespach (Blažej Gryspek z Gryspachu) (* um 1565/70; † 1620), Besitzer von Schloss Nelahozeves (Mühlhausen), 1583 immatrikuliert in Altdorf, 1585 in Basel, ⚭ um 1595 mit Ofka Varlichová z Bubna (Sophia Warlich von Buben),
10. Magdalena Hölzl (* um 1520/25; † 1555/67), ⚭ 1551 auf der Schwanenburg in Kleve[82] Oswald Rainer zum Erb und Teichstätt († nach 1555)[87] aus dem Pfleggericht Friedburg, bayerischer Erbforstmeister am Höhnhart und Mautner zu Straßwalchen;[88] er heiratete II. Kordula Alhartspeck,[89] Schwester von Hans Wolf Alhartspeck († 1562).[90]

Nach dem Tod ihres Vaters wurden Johann Vintler († 1550) zu Plätsch, Dr. Paulus Höltzel (* um 1475/80; † 1537), Domherr zu Brixen, und der kaiserliche Hofkammerrat und frühere (1511–1524) Salzmaier in Hall Johann Zott († 1543/46) von Berneck (Prannek, Pernegh) als Vormünder (Gerhaber) der Kinder bestellt. Kaiser Karl V. erteilte dem Rat und Hofschenken Erasmus (Asam) Ostner († nach 1534) und dem Tiroler Kammermeister Gregor Maschwander († um 1544) von Schwanau den Auftrag zu einer Erbschaftsteilung.
Maria Rummel, die Witwe des Blasius Höltzel, heiratete 1528 den Tiroler Hauszeugmeister in Innsbruck, Hanns Ott († 1554) von Echterdingen (Achterdingen).
Blasius Hölzls Bruder Christian Hölzl (* um 1440/45; † 1508), 1464 immatrikuliert in Leipzig („de Silien“), war Pfarrer zu Schlan, später zu Sillian, Chorherr im Stift Innichen und kaiserlicher Kaplan. Er erbaute 1500 die Annakapelle in Sillian, in der er begraben wurde. Ein anderer, blinder Bruder wurde von Kaiser Maximilian für die Stelle eines Pfründners im Mauthaus zu Linz vorgesehen. Der Bruder Augustin Hölzl († nach 1530) war Wechsler und Bergwerks-Gewerke (Bergmeister), zugleich Fronverweser und Landrichter in Gastein und in der Rauris. Er besaß Anteile an den Gruben „St. Augustin“ am Hohen Sonnblick und „Zu der Stainerin“ am Alten Kogel, eine eigene Schmelzhütte und „hackbare“ Wälder. Simon Höltzl war 1498 salzburgischer Pfleger auf der Burg Klammstein, 1503 Bergrichter in der Gastein, ab 1504 Bergrichter und Wechsler zu Pergine, Vaid (Faedo) und Valsugana sowie der anderen kaiserlichen Bergwerke im Bistum Trient. Die Schwester Veronika Hölzl heiratete Leonhard Waldauf von Waldenstein, einen Bruder von Florian Waldauf. Dorothea Höltzl von Diersburg heiratete Steuerbringer Hans [Mayr] von Freysing († 1559) zu Aichach auf Straßfried, 1557 geadelt.
Der Hofprediger und Superintendent Johann Wilhelm Gratianus (* um 1625; † 1684) versuchte in der Traueransprache für den Exulanten Johann Ehrenreich Hölzel von Sternstein (1624–1670), Obervogt der Schenken von Limpurg in Gaildorf, eine genealogische Verbindung zu Blasius Hölzl aufzuzeigen. Die Montanunternehmer-Familie Hölzel von Sternstein, die später im Ritterkanton Odenwald eingeschrieben war, stammte jedoch aus Leonfelden (Lanfeld) in Oberösterreich und wurde 1583 mit dem Prädikat „von Sternstein“ geadelt. Sie führte andere Wappen.

## Wappen

Wappen von Blasius Hölzl in der Fischnaler Wappenkartei im Tiroler Landesmuseum

Blasonierung: geteilt; oben wachsender rot bezungter Bär mit fünfzackiger Adelskrone, unten drei (2:1) Äpfel, Kronhelm mit dem gekrönten Bären als Zimier. Der Bär steht für die Thierburg bei Fritzens am Bärenbach (vgl. den Bären im Ortswappen), die drei Äpfel (Brote) verweisen wahrscheinlich auf Nikolaus von Myra als Patron der Stadtpfarrkirche von Hall in Tirol. Das Wappenbild findet sich auch auf einem Rechenpfennig des Kärntner Vicedoms mit der Umschrift + BLASIVS. HOLZEL: VICEDOMINVS. KARINTHIE. Z(etera et)C(etera) und dem rückseitigen Wahlspruch REDDE. RATIONEM. VILLICATIONIS. TVE (Leg Rechenschaft ab über deine Verwaltung!) – (Lukas 16,2 ) sowie der Jahreszahl M. D. II. (= 1502). Von dem Sammler und Numismatiker Jacques Reichel (1780–1857) wurde das Wappen ungenau als „geteilter Schild mit wachsendem gekrönten Löwen und drei Löwenköpfen“ interpretiert.
Das Stifterbild Blasius Hölzls in der Theresienkirche in Götzens zeigt dieses Wappen in den Feldern 1 und 4 eines gevierten (quadrierten), von Kaiser Maximilian I. verliehenen verbesserten Wappens. Der Wappenschild in Feld 2 und 3 ist gespalten und zeigt heraldisch rechts einen roten Greifen (oder Löwen), die linke Hälfte ist in sieben Reihen zu drei Plätzen von Schwarz-Silber (oder -Rot) geschacht. Das Wappen ist auch auf dem Bronze-Epitaph für Ferdinand Hölzl abgebildet.

## Varia
Das sogenannte „Schwarze Kreuz“ in der Wallfahrtskirche des Blasius von Sebaste auf dem Blasius-Berg bei Völs, Guss von Stephan Godl (* um 1480; † 1534) nach Entwurf von Leonhard Magt († 1532), wurde 1522 von Blasius Hölzl aufgrund eines Gelübdes gestiftet. In Völs gibt es einen Blasius-Hölzl-Weg.